# 托雷费泰夫洛雷哈克斯
托雷费泰夫洛雷哈克斯，是西班牙加泰罗尼亚莱里达省的一个市镇。 总面积89平方公里，总人口628人（2001年），人口密度7人/平方公里。